# Årstad herred
Årstad herred (svensk: Årstads härad) var et herred i Halland.

## Sogne
I Falkenbergs kommun
- Abild sogn
- Asige sogn
- Askome sogn
- Eftra sogn
- Krogsered sogn
- Skrea sogn
- Sløinge sogn
- Vessige sogn
- Årstad sogn

I Hylte kommun:
- Drængsered sogn